# Христианство в Объединённых Арабских Эмиратах
Христианство в Объединённых Арабских Эмиратах — одна из религий, представленных в стране.
По данным исследовательского центра Pew Research Center в 2010 году в Объединённых Арабских Эмиратах проживало 0,94 млн христиан, которые составляли 12,6 % населения этой страны. Энциклопедия «Религии мира» Дж. Г. Мелтона оценивает долю христиан в 2010 году в 12,6 % (597 тыс. верующих).
Крупнейшим направлением христианства в стране является католицизм. В 2000 году в ОАЭ действовало 78 христианских церквей и мест богослужения, принадлежащих 43 различным христианским деноминациям.